# Ancistrota ferruginea
Ancistrota ferruginea är en fjärilsart som beskrevs av Max Wilhelm Karl Draudt 1929. Ancistrota ferruginea ingår i släktet Ancistrota och familjen påfågelsspinnare. Inga underarter finns listade i Catalogue of Life.